# Attunda Orientering
Attunda OK är en orienteringsklubb i Sollentuna. Klubben bildades som en tävlingsallians med klubbarna Turebergs IF och Rotebro IS. Klubben håller även på med längdskidor och orienteringsskytte. Det är Attunda OK som ansvarar för skidspåren vid Bisslinge. Klubben arrangerar Bisslinge Ski Marathon och en orienteringhelg varje år.  
År 2013 arrangerade Attunda OK m.fl. 10MILA.

## Framgångsrika orienterare
- Martin Gelinder (Silver JSM-ultralång 2013, Guld JSM-ultralång orientering 2012)[2]
- Erik Berzell (Guld JSM-sprint 2013)[2]
- Oskar Daniels (Brons SM natt 2017)[3]

## Framgångsrika orienteringsskyttar
- Tove Forshällen (Guld JSM masstart 2013[4], Brons SM stafett 2013[5])
- Ramona Hanson-Järnving (Brons SM stafett 2013[5])
- Johannes Knutas (Guld JSM masstart 2014[6], Guld JSM Klassisk 2014[7], Silver JSM stafett 2014 [8], Guld JSM masstart 2015[9])
- Simon Martelius (Silver JSM stafett 2014[8])
- Samuel Lindén (Guld JSM Masstart 2019[10], Silver JSM Klassisk 2019[11])
- Terese Herlin (Brons SM Masstart 2019[12], Silver SM-lag 2019[13])
- Maria Von Schmalensée (Silver SM-lag 2019[13])
- Malin Strömqvist (Brons JSM klassisk 2023[14], Silver JSM sprint 2023[15])